# Pharaphodius ferreirae
Pharaphodius ferreirae är en skalbaggsart som beskrevs av Rudolph Petrovitz 1971. Pharaphodius ferreirae ingår i släktet Pharaphodius och familjen Aphodiidae. Inga underarter finns listade i Catalogue of Life.